# Decathlon (jeu vidéo, 1992)
Pour les articles homonymes, voir Decathlon (jeu vidéo).
Decathlon est un jeu de sport sur le thème du décathlon, développé par C&E pour la Nintendo Entertainment System, sorti en 1992.

## Système de jeu
Le jeu propose deux modes de jeu: Single Game et Full Game. En mode Single Game, le joueur participe à une seule épreuve ; dans le mode Full Game, le joueur participe à toutes les épreuves de décathlon dans un ordre prédéfini : le 100 mètres, le saut en longueur, le lancer du poids, le saut en hauteur, le 400 mètres, le 110 mètres haies, le lancer du disque, le saut à la perche, le lancer du javelot et le 1 500 mètres. Le jeu attribue des points en fonction des performances des joueurs. Dans le mode Full Game, le joueur avec le meilleur score est le gagnant.
Après avoir choisi un mode de jeu, le joueur choisit un personnage joueur parmi une liste de représentants de huit pays:
| Pays | N°   | Nom     | Score |
| ---- | ---- | ------- | ----- |
| GBR  | 457  | Tommy   | 8847  |
| FRA  | 346  | Flaziat | 8652  |
| GER  | 476  | Shaek   | 8848  |
| AUS  | 48   | Shirzy  | 8036  |
| USA  | 1076 | Opaline | 8812  |
| CAN  | 176  | Stein   | 8328  |
| NEP  | 783  | Kanei   | 7983  |
| TPE  | 1004 | Leeyon  | 7976  |

## Voir également
- Olympic Decathlon (1980)
- The Activision Decathlon (1983)
- Track & Field (1983)
- Stadium Events (1986)
- Olympic Gold (1992)